# Contea di Pontotoc (Oklahoma)
La contea di Pontotoc (in inglese Pontotoc County) è una contea dello Stato dell'Oklahoma, negli Stati Uniti. La popolazione al censimento del 2013 era di 37 992 abitanti. Il capoluogo di contea è Ada.